# Akodon albiventer
Akodon albiventer је врста глодара из породице хрчкова (лат. Cricetidae). 

## Распрострањење
Ареал врсте је ограничен на мањи број држава. Присутна је у следећим државама: Аргентина, Перу, Боливија и Чиле.

## Станиште
Станишта врсте су шуме и травна вегетација. 

## Начин живота
Исхрана врсте Akodon albiventer укључује инсекте и бескичмењаке.

## Угроженост
Ова врста је наведена као последња брига, јер има широко распрострањење и честа је врста.